# Minjan (film)
Minjan (v originále Minyan) je americký hraný film z roku 2020, který režíroval Eric Steel podle knihy The Betrayers kanadského spisovatele Davida Bezmozgise. Snímek měl světovou premiéru na filmovém festivalu Berlinale 22. února 2020. V ČR byl uveden v roce 2020 na filmovém festivalu Mezipatra.

## Děj
Sedmnáctiletý David se narodil v rodině ruského přistěhovalce a žije v židovské čtvrti Brighton Beach v New Yorku. Davidův otec, bývalý trenér boxu, nyní pracuje jako fyzioterapeut, jeho matka pracovala v Rusku jako zubařka, nyní je sekretářkou. Po smrti jeho babičky se musí jeho dědeček Josef Broszky přestěhovat z bytu, který je pro něj příliš drahý. Podaří se zajistit, že dědeček dostane jeden z dotovaných bytů, aby rabín Zelman, který o přidělení rozhoduje, mohl splnit minjan, aby se v modlitebně bytového komplexu mohly konat řádné bohoslužby. Josef se přestěhuje v prosinci 1987 a David u něj bydlí. Seznámí se se sousedy Itzikem, bývalým vojákem, který přežil ruský pracovní tábor, a učitelem Herschelem. Během návštěvy si David uvědomí, že oba muži, kteří spolu žijí v domě od smrti svých manželek, nejsou jen přátelé. David začne navštěvovat gay bar v East Village, kde naváže vztah s barmanem. Ve škole David dostane doporučení na vysokou školu od svého učitele, který se studenty čte román Giovanniho pokoj od Jamese Baldwina. Po Itzikově smrti hrozí, že Herschel bude muset opustit byt, o který projevují zájem příbuzní sousedů. David dělá vše pro to, aby mohl v domě zůstat.

## Obsazení
| Samuel H. Levine   | David    |
| Ron Rifkin         | Josef    |
| Christopher McCann | Herschel |
| Mark Margolis      | Itzik    |
| Richard Topol      | Zalman   |
| Brooke Bloom       | Rachel   |
| Alex Hurt          | Bruno    |

## Ocenění
- Berlinale: nominace na nejlepší režijní debut; nominace na cenu Teddy Award jako nejlepší hraný film
- Nashville Film Festival: nominace do hlavní soutěže (Eric Steel)
- Outfest: velká cena poroty – Best U.S. Narrative Feature (Eric Steel)